# 后关站
后关站（工程用名：后关村站）位于辽宁省大连市甘井子区，是大连地铁5号线的一个车站，于2023年3月17日启用，目前是大连地铁5号线的北端终点站。
车站因位于甘井子区后关村，故工程用名为“后关村站”，但在正式站名中省略了“村”字样，更名为后关站。车站站后设置有5号线的后关村车辆段，为列车提供停放及保养服务。

## 位置
后关站位于甘井子区后关村附近，车站主体位于鹤大高速西侧，规划路旁。

## 车站结构
后关站为双岛式站台地下车站，B1层为站厅层，B2层为站台层，设置有两组岛式站台。5号线的始发及终到站台设置有高站台门，未使用的预留站台结构则未安装屏蔽门，暂时使用护栏进行分隔，该两个预留站台预计接入1号线三期工程，并与5号线进行同台换乘。
| B1 | 站厅层                         | 站厅、乘客服务中心、自动售票机 |
| B2 |                                | 预留 █ 1号线站台               |
| B2 | 岛式站台，5号线开右边门        |                                |
| B2 | █ 5号线终点站台                |                                |
| B2 | █ 5号线往虎滩新区方向 （后盐） |                                |
| B2 | 岛式站台，5号线开右边门        |                                |
| B2 | 预留 █ 1号线站台               |                                |

## 出入口
后关站共设有4个出入口，均位于鹤大高速西侧，规划路附近，站外无障碍电梯位于C出入口旁。
| 出口编号 | 出口指示 | 建议前往的目的地                                             |
| -------- | -------- | ------------------------------------------------------------ |
| 出口 · A |          | 规划路（西北侧）、黑山、后关工业区                           |
| 出口 · B |          | 规划路（西南侧）、大连市公共卫生临床中心、大砬子山           |
| 出口 · C |          | 规划路（东南侧）、鹤大高速、大砬子山、大连湾体育公园、后关村 |
| 出口 · D |          | 规划路（东北侧）、后关村                                     |

## 公交换乘
本站附近暂无公交线路，1013路公交车“后关”车站距离本站约800米，2004路公交车“后关”车站距离本站约1.5公里。

## 未来规划
处于规划阶段的大连地铁1号线三期计划途经本站，并使用本站的预留结构与5号线进行同台换乘。